# 德巴克芒岩
德巴克芒岩（英語：Débarquement Rock），是南極洲的岩石，位於阿黛利地，處於迪穆蘭群島北端，長0.2公里，海拔高度18.7米，由儒勒·迪蒙·迪維爾率領的法國探險隊踏足該岩石，現時由南極條約體系管理。